# Championnats de France d'athlétisme en salle 2013
Navigation
Championnats 2012 Championnats 2014
Les 42es championnats de France d'athlétisme en salle ont eu lieu les 16 et 17 février 2013 au Stadium Jean-Pellez d'Aubière.

## Résultats

### Hommes
| Épreuves         | Or                             | Argent                          | Bronze                            |
| ---------------- | ------------------------------ | ------------------------------- | --------------------------------- |
| 60 m             | Jimmy Vicaut 6 s 53            | Emmanuel Biron 6 s 63           | Christophe Lemaitre 6 s 69        |
| 200 m            | Pierre Vincent 21 s 17         | Teddy Tinmar 21 s 23            | Pierre-Alexis Pessonneaux 21 s 29 |
| 400 m            | Mamoudou Hanne 46 s 79         | Thomas Jordier 46 s 89          | Mame-Ibra Anne 46 s 91            |
| 800 m            | Brice Leroy 1 min 49 s 26      | Gaëtan Manceaux 1 min 49 s 34   | Benjamin Herriau 1 min 49 s 55    |
| 1 500 m          | Simon Denissel 3 min 38 s 42   | Benjamin Pires 3 min 43 s 19    | Bryan Cantero 3 min 44 s 01       |
| 5 000 m marche   | Antonin Boyez 19 min 06 s 16   | Djamel Selseldeb 20 min 52 s 56 | Sébastien Delaunay 21 min 05 s 38 |
| 60 m haies       | Pascal Martinot-Lagarde 7 s 53 | Dimitri Bascou 7 s 56           | Thomas Martinot-Lagarde 7 s 75    |
| Saut en hauteur  | Mickael Hanany 2,27 m          | Abdoulaye Diarra 2,24 m         | Fabrice Saint-Jean 2,21 m         |
| Saut à la perche | Renaud Lavillenie 5,93 m (WL)  | Stanley Joseph 5,62 m           | Romain Mesnil 5,62 m              |
| Saut en longueur | Nicolas Gomont 7,89 m          | Benjamin Compaoré 7,83 m        | Salim Sdiri 7,80 m                |
| Triple saut      | Harold Correa 16,94 m          | Karl Taillepierre 16,83 m       | Benjamin Compaoré 16,65 m         |
| Lancer du poids  | Tumatai Dauphin 19,06 m        | Gaëtan Bucki 18,85 m            | Frédéric Dagée 18,18 m            |
| Heptathlon       | Jérémy Lelièvre 5 997 pts      | Kevin Mayer 5 983 pts           | Gaël Quérin 5 973 pts             |

### Femmes
| Épreuves         | Or                           | Argent                                | Bronze                                 |
| ---------------- | ---------------------------- | ------------------------------------- | -------------------------------------- |
| 60 m             | Myriam Soumaré 7 s 24        | Céline Distel-Bonnet 7 s 31           | Jennifer Galais 7 s 3 1                |
| 200 m            | Johanna Danois 22 s 81       | Émilie Gaydu 23 s 49                  | Phara Anacharsis 23 s 62               |
| 400 m            | Marie Gayot 51 s 98          | Agnès Raharolahy 53 s 25              | Estelle Perrossier 54 s 19             |
| 800 m            | Lisa Blameble 2 min 04 s 87  | Emeline Bauwe 2 min 05 s 39           | Ophélie Claude-Boxberger 2 min 05 s 90 |
| 1 500 m          | Claire Perraux 4 min 24 s 53 | Nathalie Reslinger 4 min 24 s 67      | Athina Bouakira 4 min 33 s 70          |
| 3 000 m marche   | Émilie Tissot 13 min 15 s 39 | Inès Pastorino 13 min 20 s 06         | Anne-Gaëlle Retout 13 min 22 s 03      |
| 60 m haies       | Reïna-Flor Okori 8 s 03      | Alice Decaux 8 s 04                   | Cindy Billaud 8 s 07                   |
| Saut en hauteur  | Mélanie Melfort 1,89 m       | Diane Barras Sandrine Champion 1,78 m |                                        |
| Saut à la perche | Marion Lotout 4,40 m         | Marion Fiack 4,35 m                   | Maria Ribeiro-Tavares 4,30 m           |
| Saut en longueur | Éloyse Lesueur 6,63 m        | Darlène Mazeau 6,25 m                 | Marine Vialle-Taverne 6,15 m           |
| Triple saut      | Nathalie Marie-Nely 13,82 m  | Jeanine Assani-Issouf 13,23 m         | Célia-Christelle M'Boua 13,11 m        |
| Lancer du poids  | Jessica Cérival 16,81 m      | Fabienne Ngoma 15,59 m                | Lucie Catouillart 15,14 m              |
| Pentathlon       | Camille Le Joly 3 995 pts    | Gaëlle Le Foll 3 966 pts              | Anouk Forafo 3 953 pts                 |